# أندلسية (جنس)
أنْدَلُسيَّة أو حُرْفَة أو تَلَسْفي جنس من كاسيات البذور تنتمي إلى فصيلة الكرنب. وهي نباتاتٌ معمرة أبيدة وشجيرات قزمة واطنةٌ في العالم القديم. ترمز الأندلسية في لغة الزهور إلى اللامبالاة. معظم أنواعها صغيرة فرعاء السوق، كثيفة الأوراق الدائمة المتعاقبة السنانية النصل الأمرد الأخضر. إزهارها عثكوليّ التجميع تاجيّ الارتكاز. أزهارُها مختلفة الألوان يغلب فيها الأبيض. تتكاثر بالبَذْر. تُبذَرُ مشاتلها في أول الربيع وتُغرَس شتولها في حزيران فتُزهر من تشرين إلى آذار. تَجُود في جميع الأتربة والمعارض.